# Sonnenuhr (Höhle)
Die Sonnenuhr ist eine natürliche Karsthöhle bei Königstein im Oberpfälzer Landkreis Amberg-Sulzbach in Bayern.

## Geographische Lage
Die Höhle liegt etwa 2000 Meter westlich von Königstein am Westhang des 515 Meter hohen Berges Schelmbachstein.

## Beschreibung
Die Sonnenuhr wird auch Bauernloch oder aufgrund ihrer Lage am Schelmbachstein Schelmbachsteingrotte genannt.
Die verstürzte Höhlenruine ist eine geräumige Durchgangshöhle und hat eine Gesamtganglänge von etwa 26 Metern. Der ähnlich einer Felsenbrücke überspannte westliche Haupteingang der Sonnenuhr ist etwa 16 Meter breit und bis zu 5 Meter hoch. Der zweite, östliche Höhleneingang mündet in eine 33 × 23 Meter große und 12 Meter tiefe Einsturzdoline.
Die Höhle weist einige wenige Sinterreste auf.
Im Höhlenkataster Fränkische Alb (HFA) ist sie mit der Katasternummer A34, vom Bayerischen Landesamt für Umwelt als Geotop 371H011 und als Bodendenkmal D-3-6335-0012 ausgewiesen.

## Geschichte
Der zweite und kleinere Höhleneingang war auch für die Namensgebung verantwortlich. Die Höhle hatte die Funktion einer Sonnenuhr. Der auf den umliegenden Feldern arbeitenden Landbevölkerung ermöglichten die in die Höhlenhalle einfallenden Sonnenstrahlen eine ausreichende Zeitbestimmung. Vom Mittelalter bis in die Neuzeit trugen die Hochflächen der Frankenalb nicht wie heute ausgedehnte Wälder, sondern wurden land- und weidewirtschaftlich genutzt.
Bei Grabungen 1918 und 1927 wurden neben Knochen von Höhlenbären auch einige Keramikscherben aus dem Mittelalter und der Latènezeit gefunden.
Die Höhle wird für Freizeitaktivitäten genutzt, was deutliche Spuren hinterlassen hat.

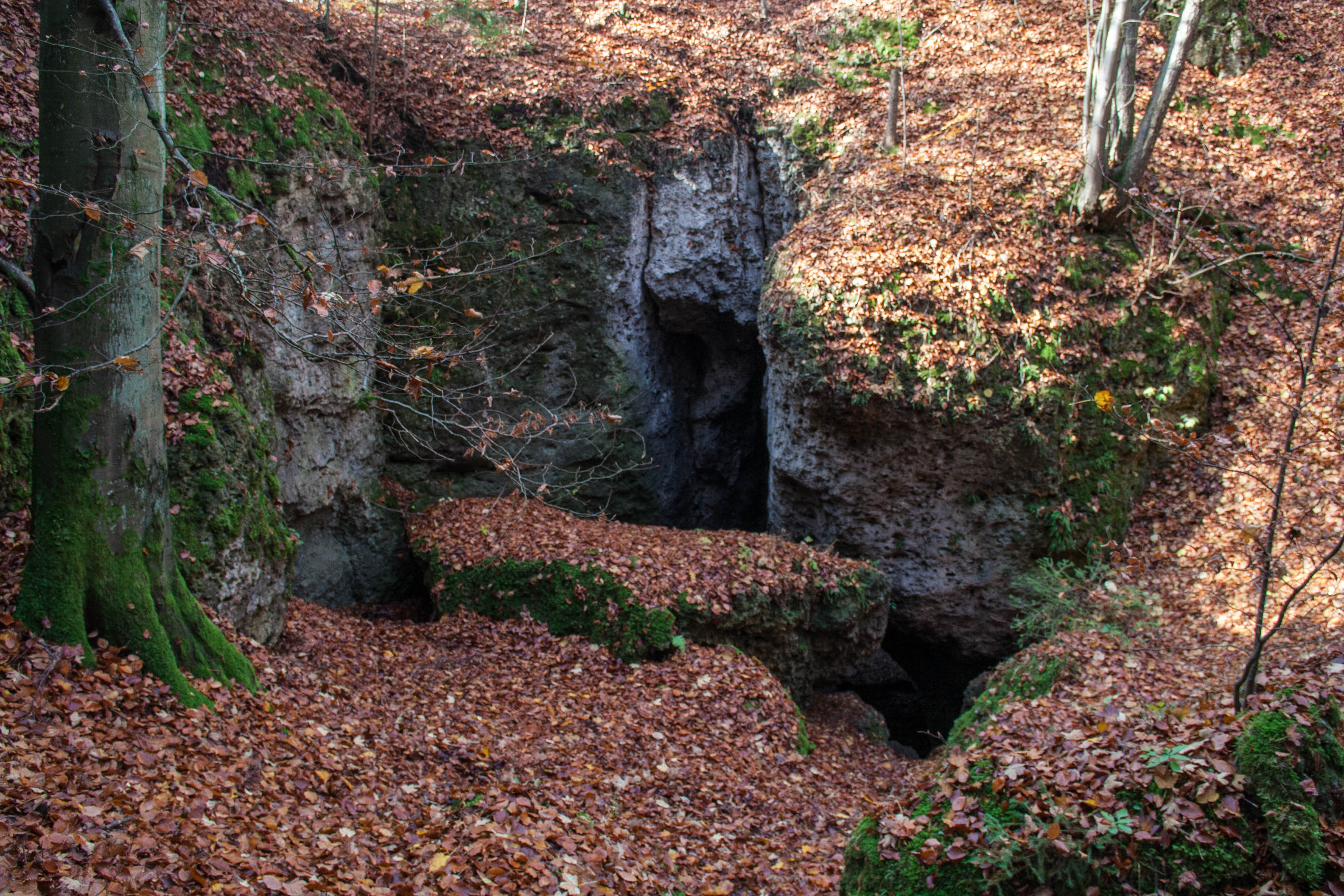
Zweiter Eingang

## Zugang
Zur Höhle gelangt man zu Fuß über einen mit blauem Punkt gekennzeichneten Wanderweg. Ein Parkplatz befindet sich an der Verbindungsstraße Königstein – Neuhaus an der Pegnitz.
Die Höhle ist ganzjährig gefahrlos zu begehen.

## Umgebung
Am Schelmbachstein befinden sich auch die Höhlen Anton-Völkel-Grotte und die Breitensteiner Bäuerin.